# 光學閱讀器

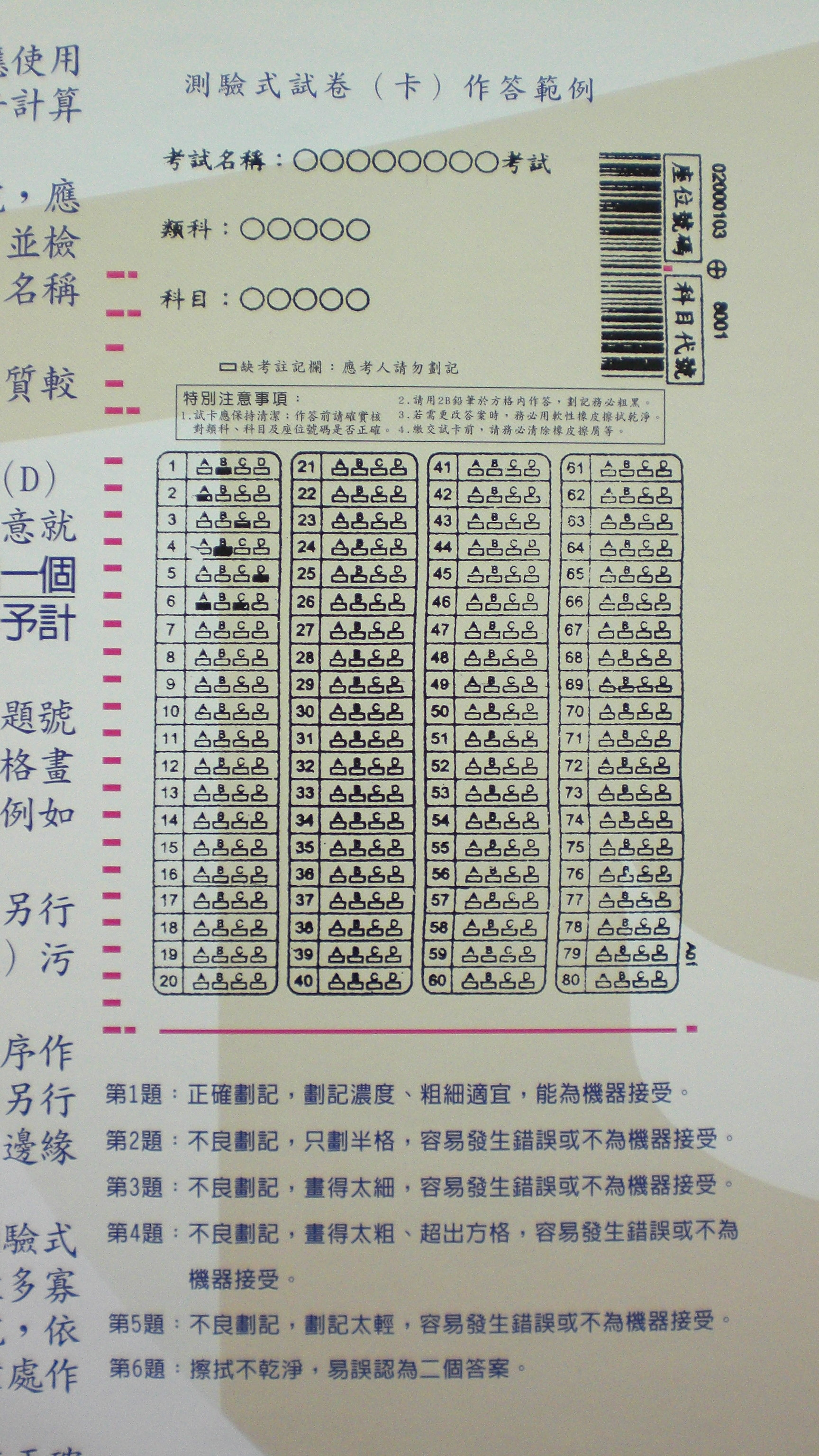
配合光學閱讀器的答案卡範例

光學閱讀器是大部份電腦掃描器中都有的裝置，可以將紙上的資訊轉換為電腦可以處理及顯示的數位資料。可避免人為判讀錯誤，並縮短處理大量資料輸入的時間。
有些地方的選舉亦會利用選票配合光學閱讀器的方式進行。選票中會有一排的空心長方形、圓形或橢圓形，投票人將要選的人對應的位置塗黑，光學閱讀器以塗黑的位置來決定這張票要選的人。
一些電腦閱卷的考試中，選擇題的評分也會用光學閱讀器處理。彩券投注也大多使用光學閱讀器。
在填寫用光學閱讀器讀取的資料時，常會要求使用2B鉛筆填寫，以免讀取錯誤。